# Shuvalovita
La shuvalovita és un mineral de la classe dels sulfats. Rep el nom en honor del noble i estadista rus Ivan Ivanovich Shuvalov (1727–1797), qui va ser un entusiasta mecenes de les ciències, les arts i la literatura, i un dels fundadors de la Universitat de Moscou el 1755.

## Característiques
La shuvalovita és un sulfat de fórmula química K₂(Ca₂Na)(SO₄)₃F. Va ser aprovada com a espècie vàlida per l'Associació Mineralògica Internacional l'any 2014. Cristal·litza en el sistema ortoròmbic. La seva duresa a l'escala de Mohs és 3.
L'exemplar que va servir per a determinar l'espècie, el que es coneix com a material tipus, es troba conservat a les col·leccions del Museu Mineralògic Fersmann, de l'Acadèmia de Ciències de Rússia, a Moscou (Rússia), amb el número de registre: 4549/1.

## Formació i jaciments
Va ser descoberta a la fumarola Arsenàtnaia, situada al volcà Tolbàtxik, dins el krai de Kamtxatka (Rússia) on es troba normalment en forma crostes sobre escòria basàltica. Aquest volcà és l'únic indret de tot el planeta on ha estat descrita aquesta espècie mineral.